# Campo ultra profondo di Hubble

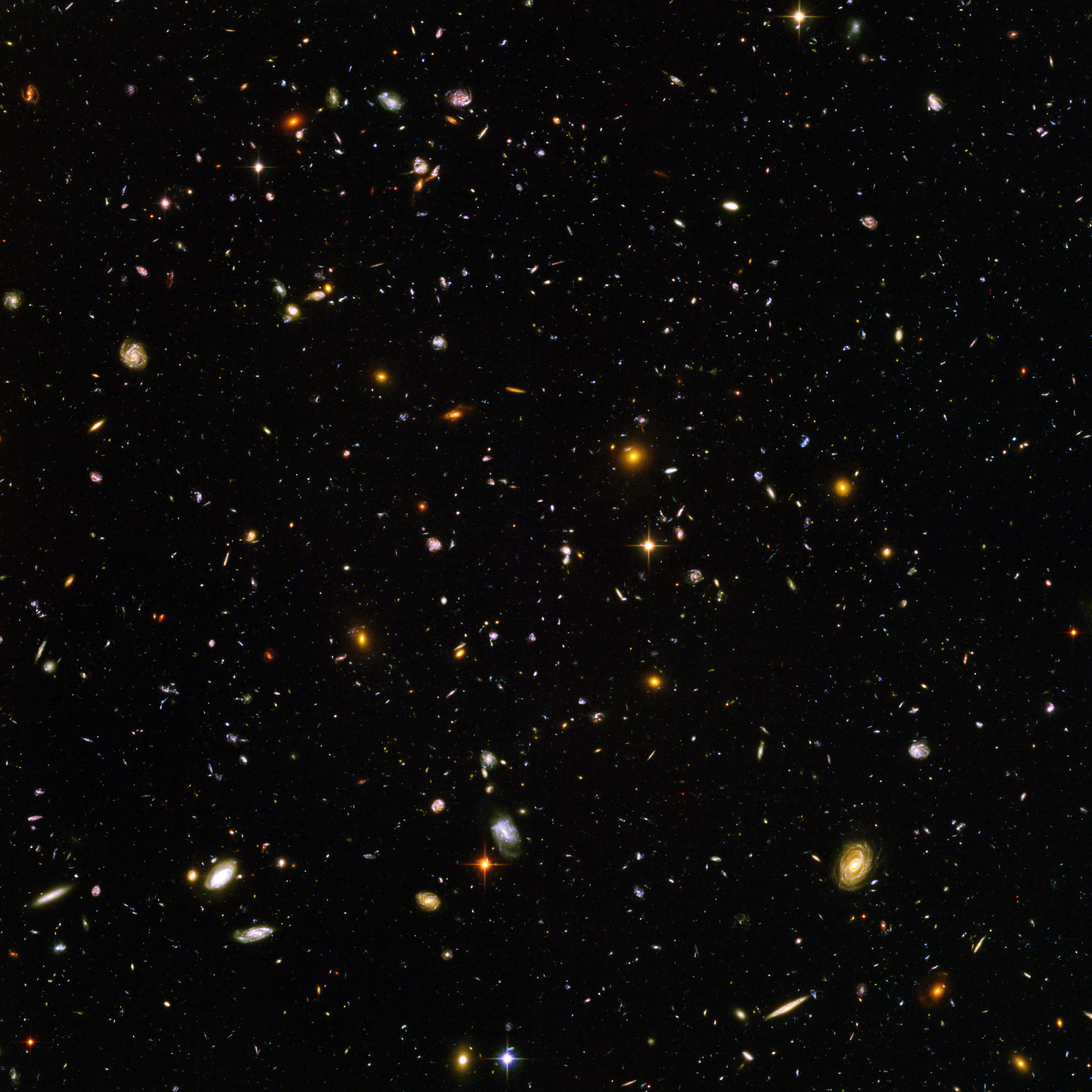
Immagine ad alta risoluzione dell'HUDF con galassie di varie età, grandezze, forme e colori. Le più piccole e rosse, circa 100, sono tra le più distanti galassie mai catturate da un telescopio ottico: risalgono a quando l'universo aveva appena 800 milioni di anni.

Il campo ultra profondo di Hubble (abbreviato in HUDF dalle iniziali del nome inglese, Hubble Ultra Deep Field) è l'immagine di una piccola regione dello spazio nella costellazione della Fornace, composta grazie ai dati raccolti dal telescopio spaziale Hubble nel periodo dal 3 settembre 2003 al 16 gennaio 2004. Essa è la più profonda immagine dell'universo mai raccolta nello spettro della luce visibile, e permette di guardare indietro nel tempo per 13 miliardi di anni. Si stima che la HUDF contenga 10000 galassie. La piccola porzione di cielo nella quale cade il campo ultra profondo di Hubble (appena un decimo dell'area della luna piena osservando dalla Terra) è stata scelta perché ha una bassa densità di stelle luminose nelle vicinanze.
Nonostante buona parte degli elementi visibili nell'immagine di Hubble possano essere visti anche alle lunghezze d'onda dell'infrarosso grazie a telescopi da terra, Hubble è l'unico strumento che permette l'osservazione di questi oggetti distanti alle frequenze della luce visibile. Situata a sud-ovest della costellazione di Orione e precisamente nella costellazione della Fornace nell'emisfero australe con ascensione retta 3h 32m 40,0s e declinazione −27° 47′ 29″ (J2000), l'immagine copre 11,5 arcominuti quadrati. Questo equivale alla superficie di un granello di sabbia tenuto alla distanza di un braccio ovvero grossomodo a una parte su tredici milioni dell'intera superficie della sfera celeste. La foto è orientata in modo che l'angolo in alto a sinistra punti verso nord (−46,4°) sulla sfera celeste. La stella vicina al centro dell'immagine è USNO -A2.0 0600-01400432 con una magnitudine apparente di 18,95.
In totale, l'immagine ha necessitato di 800 esposizioni catturate nel corso delle 400 orbite di Hubble attorno alla Terra. Il totale ammonta a un tempo di esposizione di 11,3 giorni per l'ACS (Advanced Camera for Surveys) e 4,5 giorni per il NICMOS (Near Infrared Camera and Multi-Object Spectrometer).
In accordo con la teoria del Big Bang, l'universo ha un'età finita, quindi ci si aspetta che le galassie molto distanti (e perciò molto giovani) appaiano diverse dalle galassie più vecchie visibili oggi. Questo infatti emerge nel HUDF, anche se la differenza potrebbe essere in parte risultante dall'insolita lunghezza d'onda utilizzata dal HUDF (corrispondente alla luce ultravioletta dall'effetto Doppler relativistico dalle galassie molto distanti). Il campo ultra profondo di Hubble mostra anche una maggiore formazione e fusione delle galassie che nel caso di studi su galassie vicine, come ci si aspetta per l'universo primordiale.

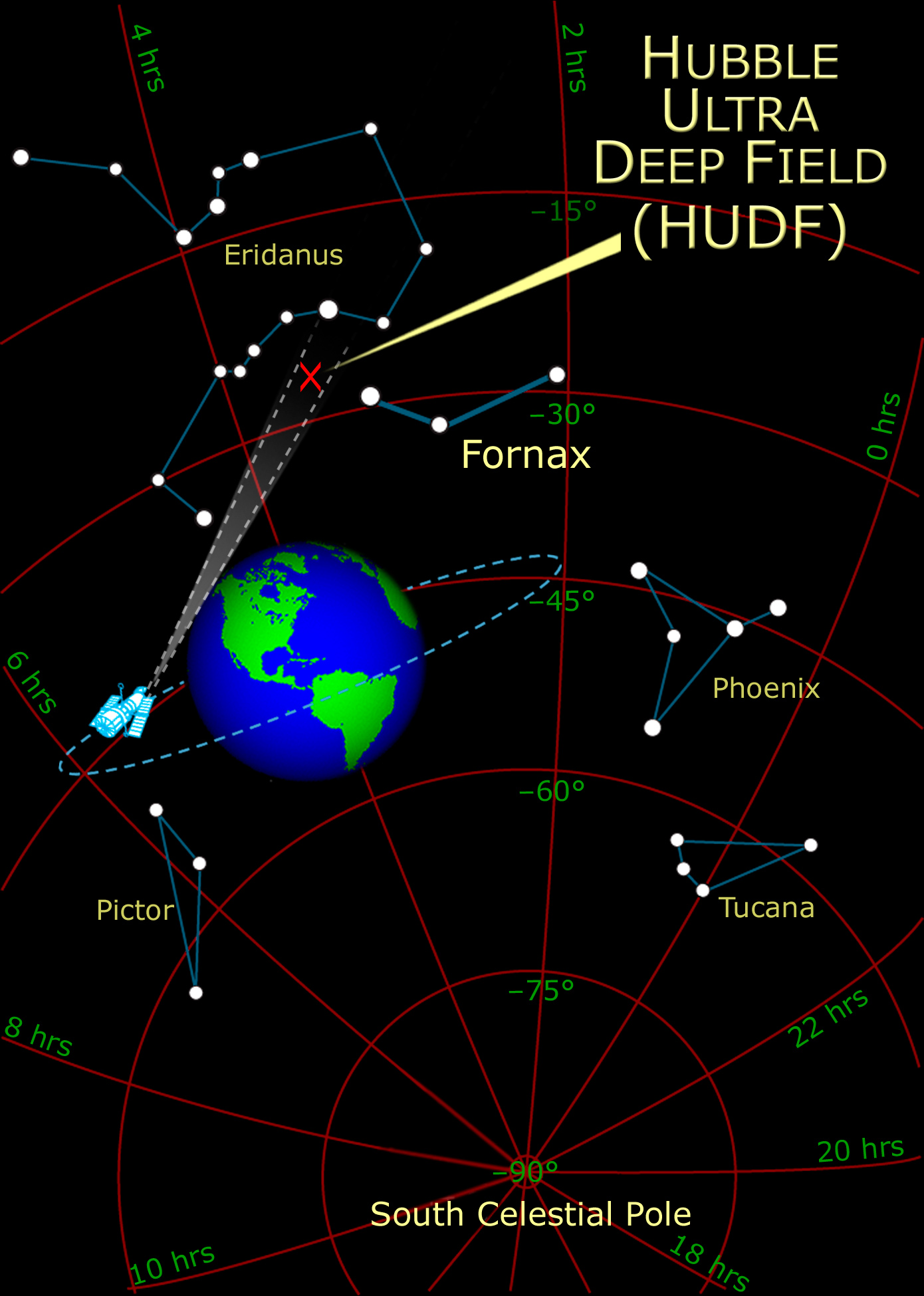
Posizione dell'HUDF nel cielo.